# Amnonthomyza deplanata
Amnonthomyza
Genre
Espèce
Amnonthomyza deplanata, unique représentant du genre Amnonthomyza, est une espèce d'insectes diptères de la famille des Anthomyzidae.